# 天理增一
HD 99747，又名BD+62 1183，SAO 15520、HR 4421，是一颗大熊座的恒星，视星等为5.83，位于銀經138.87，銀緯52.73，其B1900.0坐标为赤經11h 23m 21.8s，赤緯+62° 52.73′ 21″。